# Giuseppe Piazzi
Giuseppe Piazzi (Ponte in Valtellina, 16 luglio 1746 – Napoli, 22 luglio 1826) è stato un presbitero e astronomo italiano.
Fondatore dell'Osservatorio astronomico di Palermo, è conosciuto dal pubblico non specializzato per la sua scoperta del primo pianeta minore, da lui denominato Cerere.

## Biografia
Giuseppe Piazzi nacque il 16 luglio 1746 a Ponte in Valtellina da Bernardo Piazzi e Francesca Artaria, penultimo di dieci figli. Nel 1764 entrò nell'Ordine dei Teatini del convento di Sant'Antonio a Milano e fu ordinato sacerdote nel 1769. Studiò nei collegi dell'ordine a Milano, Torino, Roma e Genova, sotto la guida di Girolamo Tiraboschi, Giovan Battista Beccaria e dei Padri Le Seur e Jacquier, che lo introdussero alla matematica e all'astronomia.
Una volta terminati gli studi, Piazzi insegnò filosofia a Genova per un certo tempo e matematica all'università di Malta. Nel 1779, insegnò teologia dogmatica a Roma, e suo collega era Barnaba Chiaramonti, che nel 1800 diventerà Papa Pio VII. Nel marzo del 1781 Piazzi è chiamato alla cattedra di calcolo sublime (calcolo infinitesimale) della Reale Accademia degli Studi di Palermo, mentre il 19 gennaio 1787 è nominato professore di astronomia.
Come indicato nella nomina, prima di poter esercitare, fu inviato per due anni a Parigi e Londra a spese della Deputazione de' Regj Studi per «migliorarsi nella pratica delle osservazioni» astronomiche, visitandone gli osservatori.
Partito da Palermo il 13 marzo 1787, rientrò sul finire dell'anno 1789.
A Parigi ebbe come formatore Jéròme Lalande e nel 1791 ne commissionò un ritratto al pittore palermitano Giuseppe Velasco
Il 1º luglio 1790 ottenne l'autorizzazione dal re Ferdinando III di Sicilia per la costruzione di una specola nella Torre di Santa Ninfa del Palazzo Reale; Piazzi sovrintendette ai lavori e l'Osservatorio Astronomico di Palermo fu completato nel 1791. Nominato direttore dell'osservatorio, mantenne tale carica fino al 1817, quando fu chiamato a Napoli per dirigere la costruzione dell'Osservatorio di Capodimonte, divenendo quindi Direttore Generale degli Osservatori di Napoli e Palermo.
Massone, fu membro della loggia di Palermo La Fratellanza, con Carlo Cottone, Francesco Paolo Di Blasi e Friederich Münter.

### La scoperta di Cerere

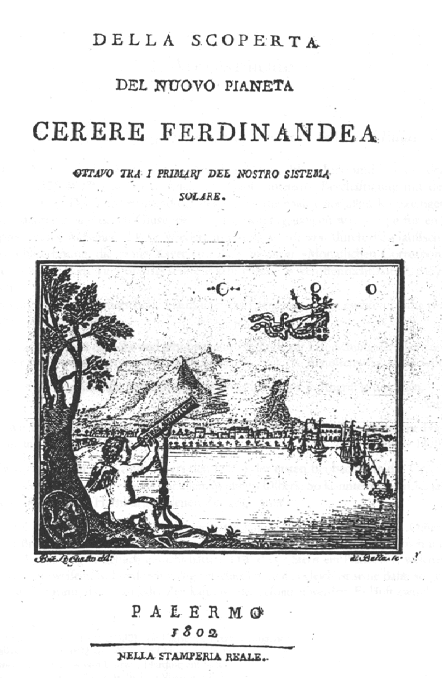
Frontespizio Della scoperta del nuovo planeta Cerere Ferdinandea

Il 1º gennaio 1801, dall'Osservatorio astronomico di Palermo a Palermo, Piazzi scoprì un oggetto brillante che si muoveva contro lo sfondo di stelle. La prima osservazione lo portò a ipotizzare che si trattasse di una stella fissa, non riportata dai cataloghi. Nei giorni seguenti, notò che il corpo celeste non si trovava più nella posizione iniziale, e sospettò che si trattasse di una stella diversa. Le successive osservazioni lo convinsero che il nuovo astro fosse dotato di moto proprio.
Nel suo diario, Piazzi scrisse:
"Risultati delle osservazioni della nuova stella scoperta il dì primo gennaio all'Osservatorio Reale di Palermo - Palermo 1801. Già da nove anni travagliando io a verificare le posizioni delle stelle che si trovano raccolte ne' vari Cataloghi degli astronomi, la sera del primo gennaio dell'anno corrente, tra molte altre cercai la 87.a del Catalogo delle stelle zodiacali dell'Abate La Caille. Vidi pertanto che era essa preceduta da un'altra, che secondo il costume, volli osservare ancora, tanto maggiormente, che non impediva l'osservazione principale. La sua luce era un poco debole, e del colore di Giove, ma simile a molte altre, che generalmente vengono collocate nell'ottava classe rispetto alla loro grandezza. Non mi nacque quindi alcun dubbio sulla di lei natura. La sera del due replicai le mie osservazioni, e avendo ritrovato, che non corrispondeva né il tempo, né la distanza dallo zenit, dubitai sulle prime di qualche errore nell'osservazione precedente: concepii in seguito un leggiero sospetto, che forse esser potesse un nuovo astro. La sera del tre il mio sospetto divenne certezza, essendomi assicurato che essa non era Stella fissa. Nientedimeno, avanti di parlarne aspettai la sera del 4, in cui ebbi la soddisfazione di vedere, che si era mossa colla stessa legge che tenuto aveva nei giorni precedenti."
Nonostante i buoni presupposti per la scoperta di un nuovo pianeta, Piazzi scelse una linea di pensiero più prudente e annunciò semplicemente di aver individuato una cometa. In una lettera all'astronomo Barnaba Oriani di Milano Piazzi rivelò i suoi sospetti:
"Avevo annunciato questa stella come una cometa, ma poiché non è accompagnata da alcuna nebulosità, e inoltre il suo movimento è così lento e piuttosto uniforme, mi è venuto in mente più volte che potesse essere qualcosa di meglio di una cometa."

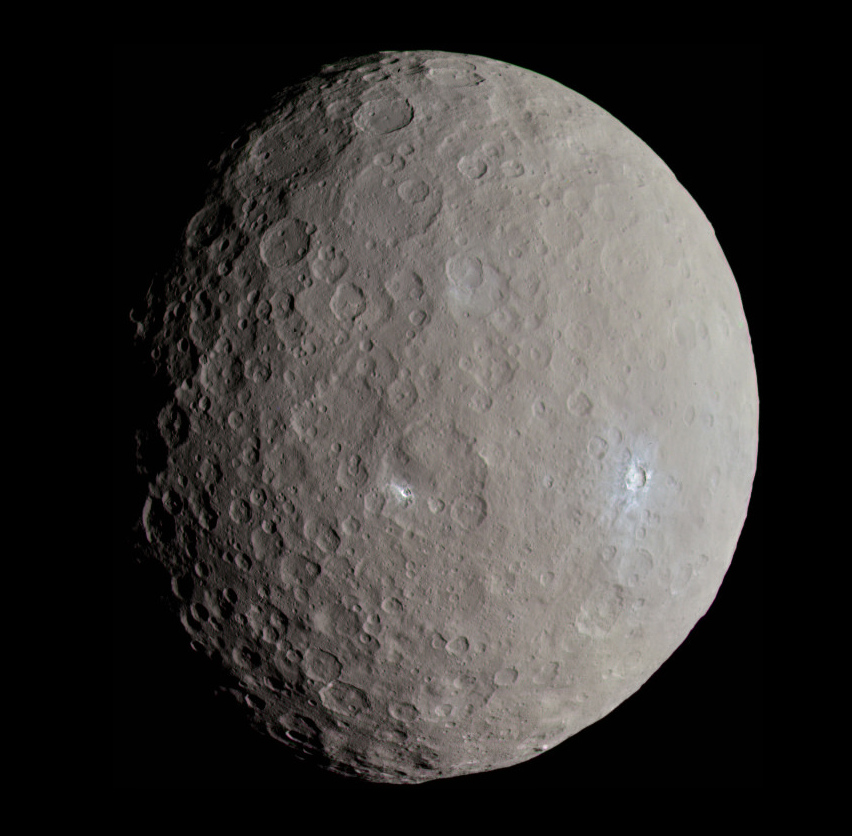
Cerere fotografato dalla sonda spaziale Dawn.

Piazzi non poté osservarlo abbastanza a lungo (entrando l'astro in congiunzione con il Sole) per determinare la sua orbita con i metodi esistenti, ma il rinomato matematico Carl Friedrich Gauss sviluppò un nuovo metodo per il calcolo delle orbite che permise agli astronomi di individuare di nuovo l'oggetto. Dopo che la sua orbita fu perfettamente determinata, fu chiaro che il presupposto di Piazzi era corretto e questo nuovo corpo celeste non era una cometa, ma un piccolo pianeta. Inoltre, esso si trovava esattamente dove la legge di Titius-Bode prevedeva l'esistenza di un pianeta.
Piazzi lo battezzò originariamente Ceres (Cerere) Ferdinandea, in onore della dea romana Cerere, protettrice del grano e della Sicilia, e di Re Ferdinando III di Sicilia (anche noto come Ferdinando IV di Napoli che nel 1816 divenne Ferdinando I delle Due Sicilie). La parte "Ferdinandea" non era accettabile per le altre nazioni europee e fu eliminata. Ceres si rivelò il primo, e il più grande, degli asteroidi esistenti all'interno della fascia principale.

### I cataloghi
Piazzi si dedicò assiduamente alla determinazione delle posizioni stellari, pubblicando, nel 1803, il catalogo Praecipuarum Stellarum Inerrantium Positiones mediae ineunte Saeculo XIX, poi ripubblicato, completato ed emendato, nel 1814. Entrambi i cataloghi vinsero il premio dell'Académie des Sciences di Parigi.
Piazzi morì a Napoli il 22 luglio 1826; le sue spoglie, secondo le sue ultime volontà, furono deposte nell'ipogeo della Basilica di San Paolo Maggiore, retta dai Teatini.

### Riconoscimenti
- Nel 1804 gli è stato assegnato il Prix Lalande.
- Il 27 agosto 1871 fu inaugurata nella Piazza Bernardino Luini di Ponte in Valtellina una statua in sua memoria, opera di Costantino Corti.[9].
- Nel 1923, il millesimo asteroide in ordine di numerazione è stato battezzato 1000 Piazzia (storpiatura dovuta alla vecchia consuetudine di battezzare i pianetini con nomi femminili) in suo onore.
- Nel 1993 è stato istituito un premio che porta il suo nome, la Targa Giuseppe Piazzi.
- Nel 2001, il Telescopio Spaziale Hubble ha fotografato Ceres. Le immagini sono a bassa risoluzione, ma mostrano una zona scura sulla superficie, probabilmente un cratere, che è stato soprannominato "Piazzi".
- Il 24 ottobre 2009 è stato inaugurato l'osservatorio astronomico "Giuseppe Piazzi" di Ponte in Valtellina in località San Bernardo[10].
- A Piazzi è stato dedicato anche un cratere di 134 km di diametro sulla Luna, il cratere Piazzi[11].
- La Cima Piazzi, vetta di 3.440 m delle Alpi di Livigno, è chiamata così in suo onore.
- A Giuseppe Piazzi sono dedicati inoltre il Teatro Comunale di Ponte in Valtellina, il Liceo Ginnasio e il Convitto nazionale di Sondrio, e il Liceo Scientifico di Morlupo (Roma).
- A Ponte in Valtellina, Sondrio, Napoli, Milano e Torino vi sono vie intitolate a Giuseppe Piazzi.

## Opere

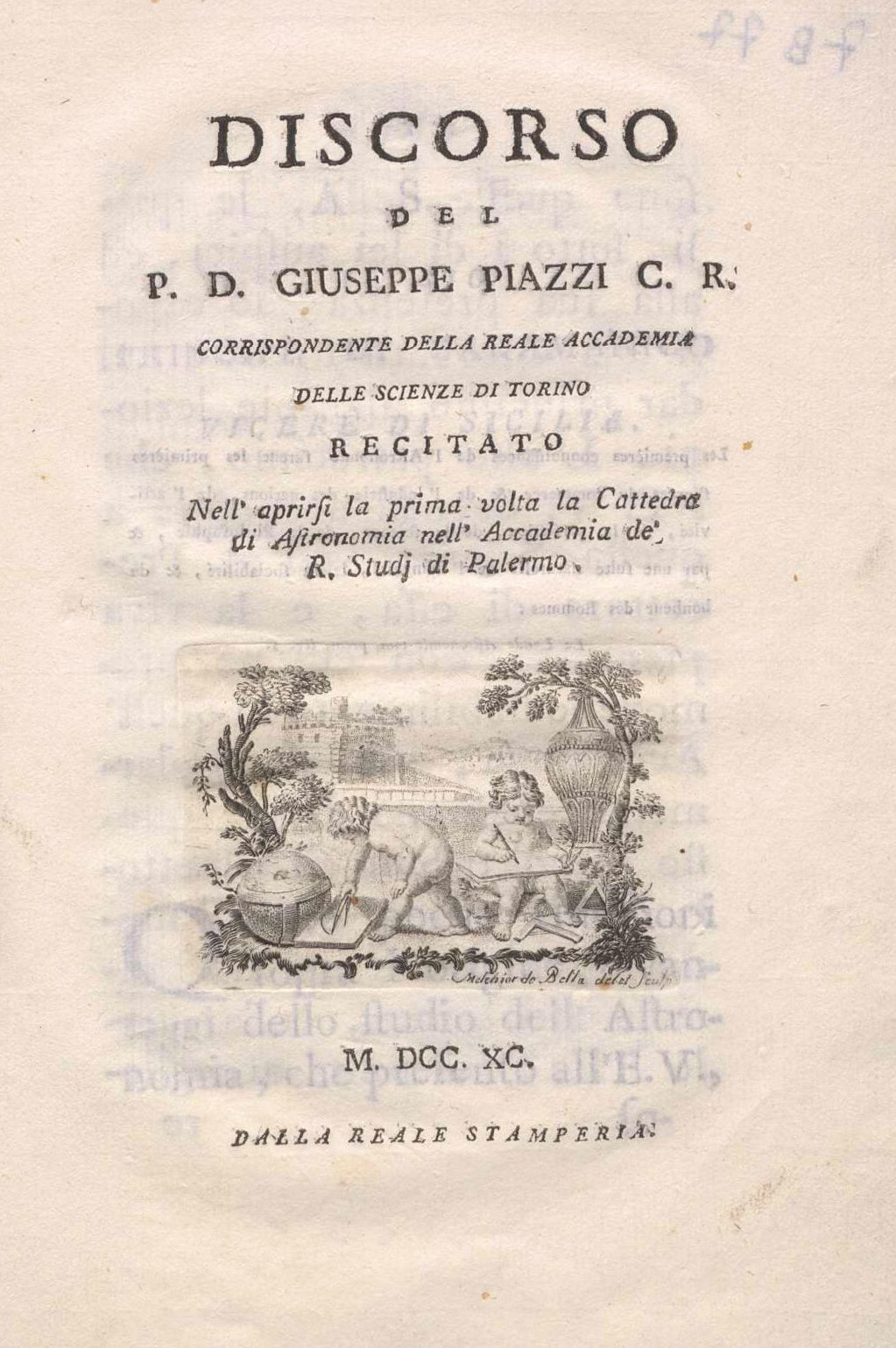
Discorso recitato nell'aprirsi la prima volta la Cattedra di astronomia nell'Accademia de' r. Studj di Palermo, 1790

- Discorso recitato nell'aprirsi la prima volta la Cattedra di astronomia nell'Accademia de' r. Studj di Palermo, Palermo, Stamperia reale, 1790.
- Della specula astronomica di Palermo libri quatro (Palermo, 1792)
- Sull'orologio Italiano e l'Europeo (Palermo, 1798)
- Risultati delle osservazioni della nuova stella scoperta il di' 1. gennajo all'Osservatorio Reale di Palermo da Giuseppe Piazzi ch. reg. direttore del medesimo presentati alla suprema generale Diputazione degli Studj, In Palermo : nella Reale Stamperia, 1801
- Della scoperta del nuovo pianeta Cerere Ferdinandea (Palermo, 1802)
- Praecipuarum stellarum inerrantium positiones mediae ineunte seculo 19. ex observationibus habitis in specula Panormitana ab anno 1792 ad annum 1802. (Palermo, 1803)
- Præcipuarum stellarum inerrantium positiones mediæ ineunte seculo XIX ex obsrvationibus habitis in specula Panormitana ab anno 1792 ad annum 1813. (Palermo, 1814) PDF copie
- Codice metrico siculo (Catania, 1812)
- Lezioni di astronomia (Palermo, 1817) t. 1, t. 2
- Ragguaglio del Reale Osservatorio di Napoli eretto sulla collina di Capodimonte (Napoli, 1821).